# 스카로드
마리우스 루카스 안토니오 리스트롭(Marius Lucas Antonio Listhrop), 1994년 6월 19일에 태어난 그는, 스카로드(Scarlxrd)로 알려진 (Scarlord(스카로드)로 발음되는), 영국 출신 래퍼이다. 그는 트랩 음악과 헤비 메탈 음악의 요소를 결합한 독특한 음악 스타일로 알려져 있으며, 트랩 메탈 장르의 선구자로 꼽힌다. 유튜브에서 Mazzi Maz(마찌 마즈)라는 이름으로 활동하던 스카로드는 뉴 메탈 밴드인 "Myth City"의 보컬로 음악 활동을 시작했고, 스카로드(Scarlxrd)라는 별명으로 래퍼로 데뷔했다.
그는 자신의 싱글 "Heart Attack"의 뮤직비디오 이후 유명세를 탔고, 2022년 3월까지 유튜브에서 9,500만 이상의 조회수를 기록했다. 이후 그는 《King, Scar》, 《Six Feet》, 《Berzerk》, 《Head Gxne》 등의 다른 성공적인 곡들을 발표했다.

## 유튜브 경력
그가 음악적으로 커리어를 쌓기 전에, 리스트 롭(지금의 스카로드)는 마지 마즈(Mazzi Maz)라는 닉네임으로 비디오를 업로드하는 것으로 유튜브 경력 및 커리어를 쌓기 시작했다. 이 사이트에서 그의 성격은 "퍼키(perky)"와 "초미소 유튜버(super-smiley YouTuber)"로 묘사되었는데, 그는 그의 침실에서 브이로그를 녹음하고 출판했다.그는 종종 친구이자, 동료 유튜브 스타인 샘 페퍼(Sam Pepper) 와 카스파 리(Caspar Lee)와 협력했다. 2013년 말부터 2014년 중반까지, 리스트 롭(지금의 스카로드)과 페퍼는, 세계적인 코미디 음악 투어인 WDGAF 투어를 시작했다. 2017년 2월 경, 리스트롭은 자신의 유튜브 채널에서 그의 모든 마지 마즈(Mazzi Maz) 비디오를 삭제했고, 이후 그의 랩네임이 될, 스카로드(Sarlxrd)라는 별명으로 이름을 바꾸었다. 2017년 2월, 리스트 롭(지금의 스카로드)은 자신의 유튜브 채널에서 그의 모든 마찌 마즈 비디오를 삭제했고, 이후 그의 스카로드(Sarlxrd)라는 별명으로 이름을 바꾸었다. 2018년 경, 인터뷰에서, 리스트 롭(지금의 스카로드)은 유튜브의 유명인사로서 자신의 개성이자 성격을 묘사했고, "영혼을 파괴한다."라는 방식으로 비디오를 업로드 하게 된다. 2018년 인터뷰에서 리스트롭은 자신의 시간을 개인 유튜브로 묘사하고 사이트에 동영상을 올리는 것을 "영혼 파괴"라고 묘사했다.

## 음악적 커리어

### 2014년–2016년: 마이스 시티(Myth City)

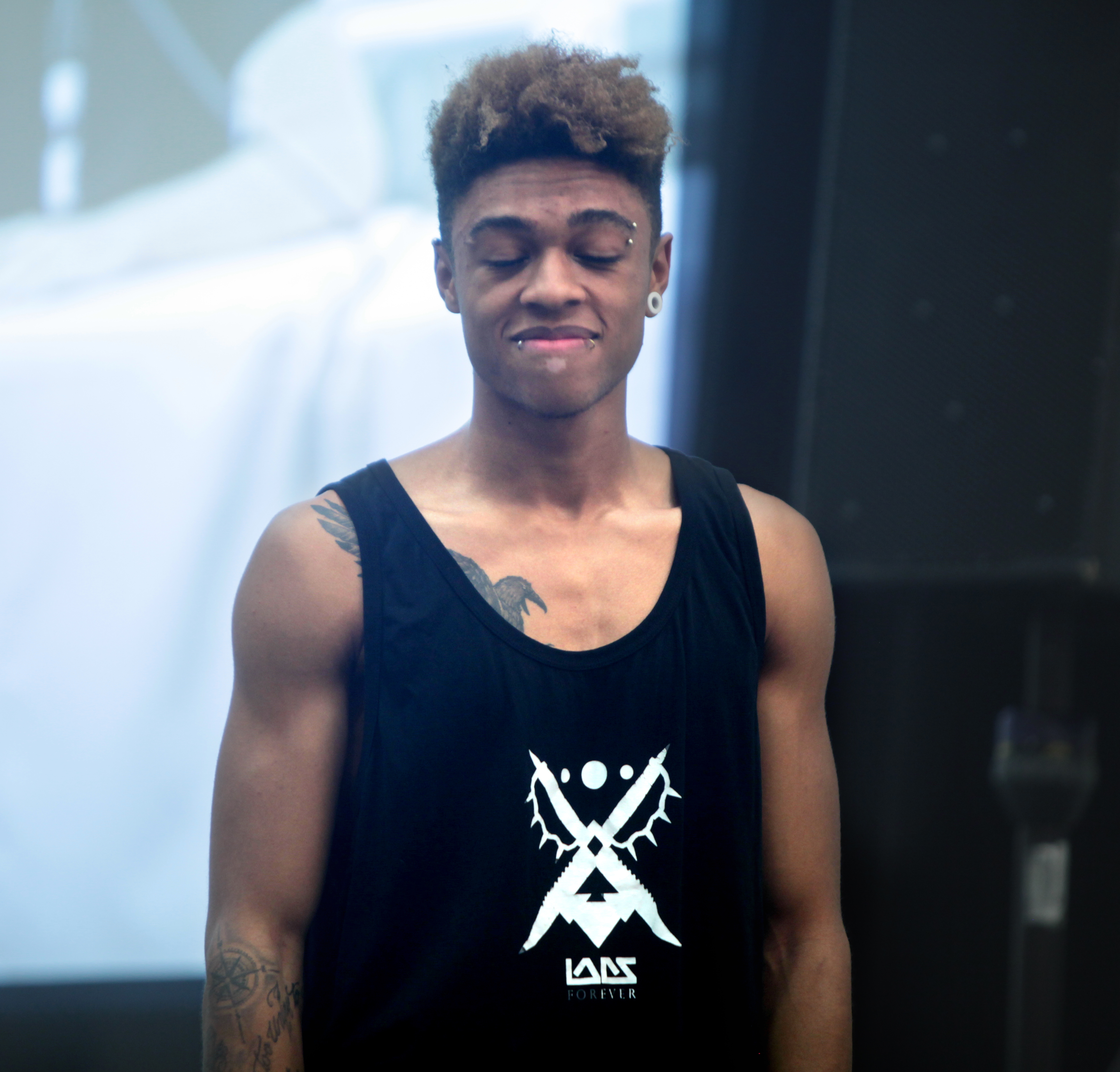
2014년 열린 VidCon에서, 캘리포니아 애너하임의 애너하임 컨벤션 센터에서 연설하는 마지 마즈(Mazzi Maz)의 모습

2014년, 리스트 롭(Listhrop)은 누 메탈/랩 록 밴드 미스테리 시티를 설립해, 보컬리스트로 활동했다. 리스트 롭(Listhrop)은 또한 이 밴드의 사운드를 힙합 음악과 그라인드 코어의 융합이라고 설명했다. 한 음악 밴드의 유튜브 채널은 마지 마즈(Mazzi Maz) 팬들로 구성된 팔로워를 빠르게 얻었고, 마지 마즈는 그룹에게 혼합된 반응을 보였다; 팬들은 리스트 롭(Listrop)의 스크리밍 보컬에 긍정적인 반응을 보였지만, 밴드의 거친 음악 스타일과 리스트 롭(Listrop)의 "웃는" 유튜브 비디오의 대조를 혼동했다. 2015년 2월 28일, 미스 시티(Myth City)는 그들의 자체 타이틀 데뷔 EP를 발매했다.

### 2016년–2018년: 초기 앨범 및 돌파구

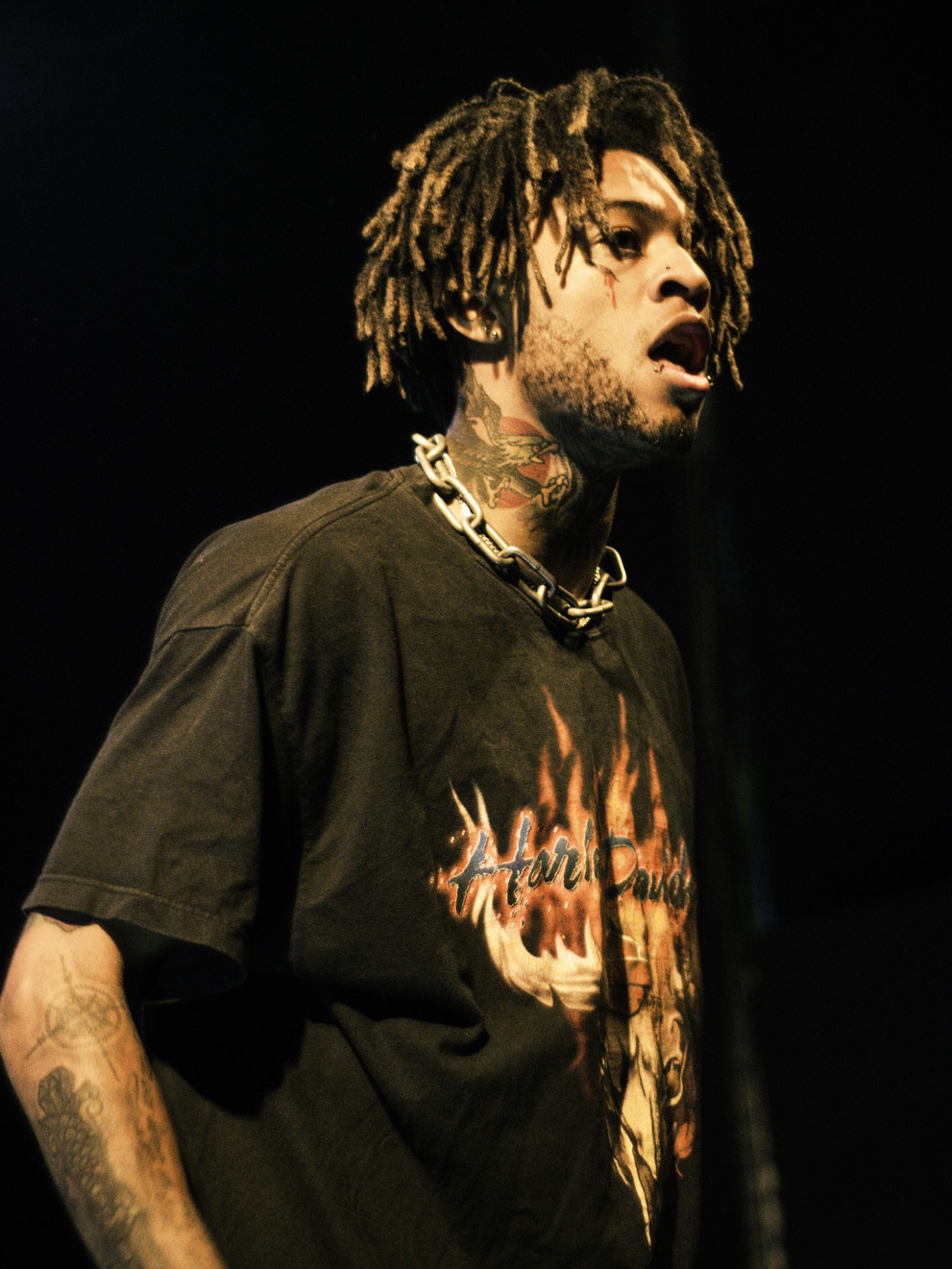
2018년 공연 모습

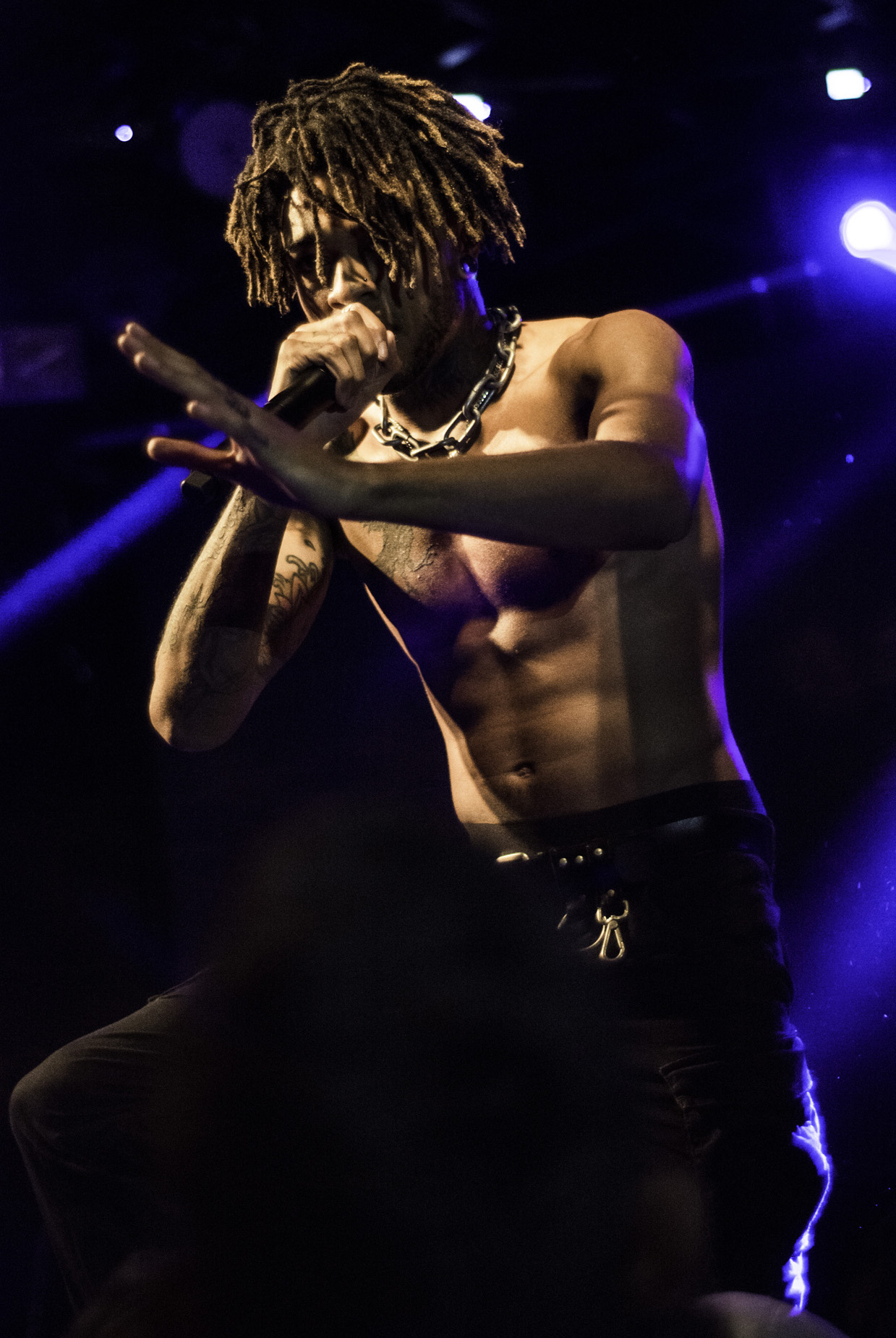
2018년 공연 모습

2016년 8월, 스카로드(Scarlxrd)는 "Girlfriend"의 발매와 함께 자신의 새로운 별명을 데뷔 시켰다. 이 뮤직비디오는 그가 "습한 열대 힙합 트랙"( humid, tropical hip-hop track) 위에서 마스크를 쓰지 않고 랩 하는 모습을 묘사했다. 2016년 말에는 두 장의 음반을 발매했는데, 이는 그의 자작 앨범(일본 애니메이션 화풍으로, 자신을 캐릭터화 시킨スカー藩主(스카로드))과 Rxse이다.   2017년 4월, 캐빈 피버(Cabin Fever)와 젝스리(Chaxthexr)의 두 장의 음반이 더 발매된 후, 스카로드(Scarlxrd)는 5월 31일 《Chain$aw》의 비디오를 공개했다.; 일주일 후, 그는 "King, Scar"의 뮤직비디오를 공개했다. 6월 23일, 그는 《Heart Attack》의 뮤직비디오를 발표했고, 이 비디오는 빠르게 인기를 얻었다.; 그는 뮤직 비디오, 특히 《Chain$aw》와 《King, Scar》의 뮤직비디오를 발매하는 그의 일관성이 이 비디오의 인기 상승의 원인이라고 생각한다. 9월 29일, 그는 다섯 번째 정규 앨범 'Lxrdszn'을 발매했다. 《King, Scar》와 《Chain$aw》는 《카운터 스트라이크: 글로벌 오펜시브》에서도 음악 키트로 발매되었다.
2018년 2월, 스카로드는 2018년 리딩 앤 리즈 페스티벌에서 공연할 것이라고 발표했다. 4월에, 4월 13일 발매된 카니지(Carnage, DJ)의 두 번째 정규 앨범인 "Batted Pattacked & Bloody"에 피처링될 것이라는 사실이 밝혀졌다.; 스카로드(Scarlxrd)는 "Up Nxw"라는 곡을 연주했다. 5월 4일, 그는 아일랜드 레코드를 통해 여섯 번째 정규 앨범이자 메이저 레이블 데뷔 앨범 "Dxxm"을 발매했다.

## 2018년-2020년: 주요 레이블의 지속적인 출시
2018년 중반부터 2019년 초까지, "Hxw The Jude", "Berzerk", "Sx Sad", "Head Gxne" 등의 싱글을 발매한 후, 스카로드(Scarlxrd)는 2019년 3월 15일에 발매된 일곱 번째 정규 앨범 "Infinity"를 발표하였다.그는 2019년 케랑(Kerrang)의 후보였으며, 영국 최고의 돌파구 상을 수상했다. Later that year, "더 퍼지(The Purge)"는 HBO의 텔레비전 시리즈 "유포리아(Euphoria, 미국의 TV 시리즈)"의 첫 번째 시즌에서 방영되었다. 2019년 10월 4일, 스카로드(Scarlxrd)는 그의 두 번째 앨범 "Immxrtalisatixn(불멸)"을 발매했다. 2019년 12월 13일 세 번째 정규 음반 《Acquired Taste Vxl 1》을 발매했다. 2019년 12월,《I Can Dx What I Want》는 WWE NXT UK TakeOver: Blackpool II의 공식 주제곡으로 발표 되었다.

### 2021–현재: 독립 발매
2021년 1월 14일, 스카로드(Scarlxrd)는 자신의 독립 레이블인 Lxrd Records를 통해 《Let the Wxrld Burn》을 발매하였고, 이는 아일랜드 레코드(Island Records)에서 탈퇴한 이후 첫 번째 발매이다. 2월 5일, 스카로드(Scarlxrd)는 2018년 프로젝트 Dxxm의 후속작인 12번째 정규 앨범 Dxxm II를 발매했다. 그 해 말, 그는 트리피 레드(Trippie Redd)의 "Dead Desert(데드 데저트)"에 출연했고, 질라카미도 출연하였다. 스카로드(Scarlxrd)는 또한 "Lxrdmage"라는 제목으로 고스트메인과 함께 콜라보레이션(공동) EP를 발매했다.

## 예술성

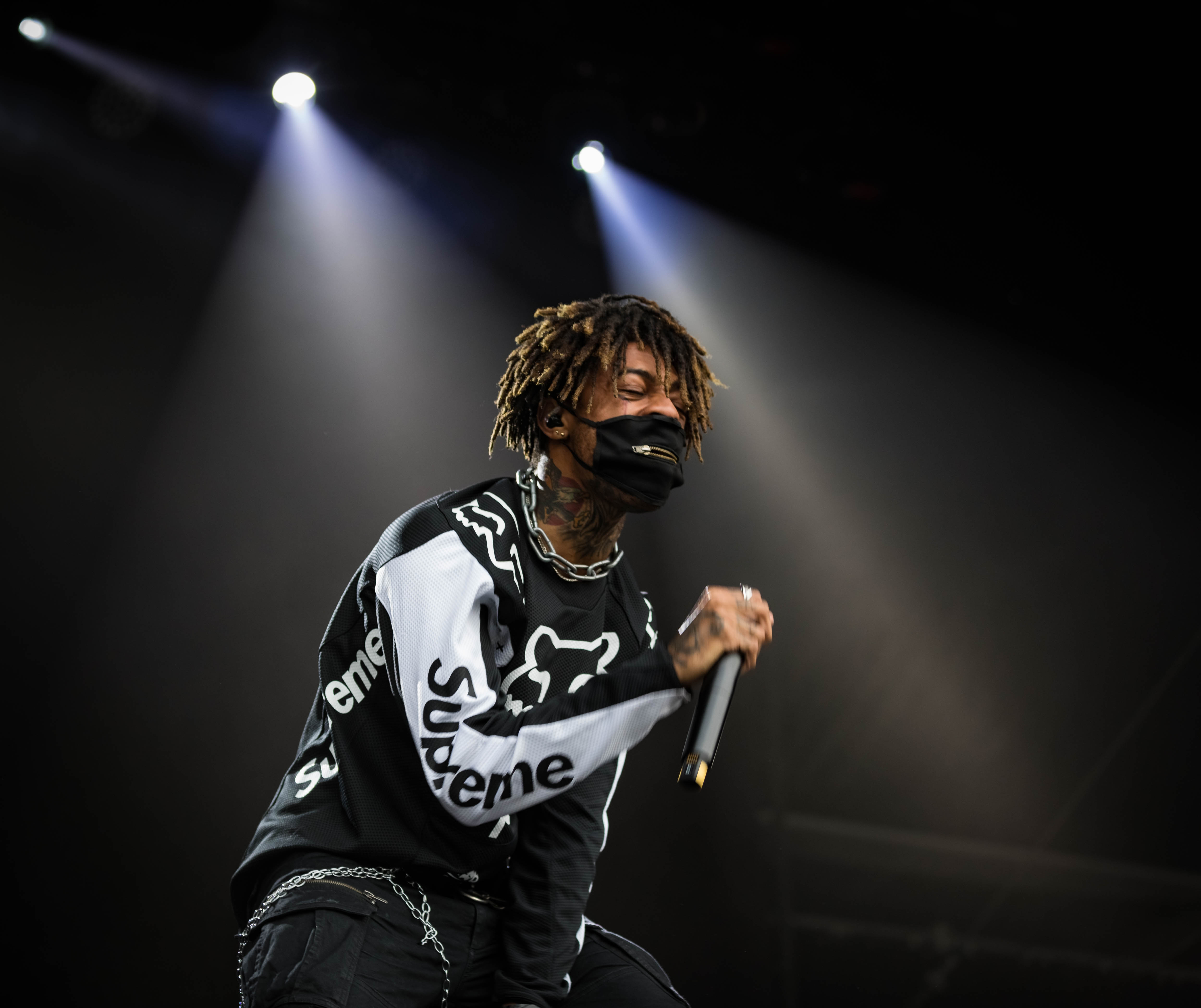
2018년 콘서트에서 시그니처 수술 마스크를 착용한 모습

스카로드(Scarlxrd)의 트랩 음악과 헤비 메탈 음악의 조합은 "트랩 메탈"로 불리며, 여러 출판사에서 그를 선구자로 묘사했다.
그는 종종 사운드클라우드 랩 아티스트들과 연관되어 있다. 2018년 기사에서 NME는 그를 "고뇌받는 아웃사이더(아싸) 힙합 아티스트"라고 묘사했다. 그들은 또한 그를 "랩 메탈 오버로드"라고 불렀고, 그의 스타일은 메탈과 "니힐리즘 랩(Nihilism rap)"의 융합이라고 부를 정도로, "비명 섞인 보컬, 폐쇄공포증 트랩 비트, 그리고 일그러진 기타의 귀 찢어지는 폭발"을 포함했다., 스카로드(Scarlxrd)는 헤비메탈 음악을 들으며 자랐고 미시 엘리엇(Missy Elliott), 넬리(Nelly), 에미넴(Eminem)을 포함한 힙합 아티스트들을 영향력으로 꼽았다. 그는 또한 린킨 파크(Linkin Park), 기계를 향한 분노(Rage Against the Machine), 인큐버스(Incubus, 밴드), 데프톤스(Deftones)를 듣고 신화 도시(Myth City) 음악 그륩을 형성했다고 말했다.
그는 자신의 예명과 노래 제목에 나오는 알파벳 "o"를 "x"로 대체하는 것으로 알려져 있다. 스카로드(Scarlxrd)의 뮤직비디오와 의상 스타일, 특히, 자신의 유튜브 이미지와 거리를 두기 위해 착용하는 그의 개성 중 하나인 수술용 마스크는 일본 문화, "도쿄 구울"이라는 애니메이션의 영향을 많이 받았다.. 그의 Infinity(인피니티)가 발매된 후 마스크를 착용하는 횟수가 줄어들었다. 스카로드(Scarlxrd)는 또한 그의 비주얼에 대한 영감으로 미국의 헤비메탈 밴드 슬립노트(Slipknot, 밴드)를 언급했다.

## 디스코그래피

### 스튜디오 앨범
| 제목                 | 앨범 디테일                                                                                | 인기 차트 |
| 제목                 | 앨범 디테일                                                                                | 울트라톱  |
| -------------------- | ------------------------------------------------------------------------------------------ | --------- |
| スカー藩主           | - Released: 21 October 2016 - Label: Lxrd Records - Format: DL                             | —         |
| Rxse                 | - Released: 9 December 2016 - Label: Lxrd Records - Format: DL                             | —         |
| Cabin Fever          | - Released: 10 February 2017 - Label: Lxrd Records - Format: DL                            | —         |
| Chaxsthexry          | - Released: 1 April 2017 - Label: Lxrd Records - Format: DL                                | —         |
| Lxrdszn              | - Released: 29 September 2017 - Label: Lxrd Records - Format: DL                           | —         |
| Dxxm                 | - Released: 4 May 2018 - Label: Island Records, Lxrd Records - Format: CD, LP, CS, DL      | 180       |
| Infinity             | - Released: 15 March 2019 - Label: Island Records, Lxrd Records - Format: CD, LP, CS, DL   | 163       |
| Immxrtalisatixn      | - Released: 4 October 2019 - Label: Island Records, Lxrd Records - Format: CD, LP, CS, DL  | —         |
| Acquired Taste Vxl 1 | - Released 13 December 2019 - Label: Island Records, Lxrd Records - Format: CD, LP, CS, DL | —         |
| Scarhxurs            | - Released 28 February 2020 - Label: Island Records, Lxrd Records - Format: DL             | —         |
| Fantasy Vxid         | - Released 12 June 2020 - Label: Island Records, Lxrd Records - Format: DL                 | —         |
| Dxxm II              | - Released 5 February 2021 - Label: Lxrd Records - Format: DL                              | —         |
| DeadRising           | - Released 29 October 2021 - Label: Lxrd Records - Format: DL                              | —         |

### 익스텐디드 플레이(Extended plays)
- Thrxwaways As Prxmised (2019)[35]
- FantasyVxid; Intrx (2020)[36]
- FantasyVxid; Spring (2020)
- FantasyVxid; Autumn (2020)
- FantasyVxid; Winter (2020)
- FantasyVxid; Summer (2020)
- LXRDMAGE with Ghostemane (2021)

### 기타 발매
- Annx Dxmini (2016; 오직 사운드클라우드에서만 발매)
- Practice (EP 발매, TAKA LXRD; 2021; 유튜브, 스포티파이, 사운드클라우드에서 발매)[37]

## 게스트 출연(피쳐링)
{{{| class="wikitable plainrowheaders" style="text-align:center;" id="singlestable"
|+ 발매 년도와, 앨범 이름을 보여주는 피쳐링 목록
! scope="col" style="width:14em;"| 제목
! scope="col" style="width:2em;"| 연도
! scope="col"| 앨범
|-
! scope="row"| "No/Way" (Zoda featuring Scarlxrd and King OM)
| 2016
| N/A
|-
! scope="row"| "Dead Desert" (Trippie Redd featuring Scarlxrd and ZillaKami)
| 2021
| Neon Shark vs Pegasus
|-
! scope="row"| "PYRO (Remix)" (Killy featuring Scarlxrd)
| 2021
| KILLSTREAK 2
|-
! scope="row"| "Mercury: Retrograde (Remix)" ( Ghostemane featuring Issa Gold, HO99O9, Angel Du$t, Scarlxrd and Juicy J)
| 2022
| N/A
|-
! scope="row"||}}